# Abe Wiersma
Abe Wiersma (Ámsterdam, 14 de agosto de 1994) es un deportista neerlandés que compite en remo.
Participó en los Juegos Olímpicos de Tokio 2020, obteniendo una medalla de oro en la prueba de cuatro scull.
Ganó dos medallas de oro en el Campeonato Mundial de Remo, en los años 2019 y 2022, y cuatro medallas en el Campeonato Europeo de Remo entre los años 2019 y 2022.

## Palmarés internacional
| Juegos Olímpicos   | Juegos Olímpicos         | Juegos Olímpicos | Juegos Olímpicos |
| Año                | Lugar                    | Medalla          | Prueba           |
| ------------------ | ------------------------ | ---------------- | ---------------- |
| 2020               | Tokio (Japón)            | Medalla de oro   | Cuatro scull     |
| Campeonato Mundial |                          |                  |                  |
| Año                | Lugar                    | Medalla          | Prueba           |
| 2019               | Ottensheim (Austria)     | Medalla de oro   | Cuatro scull     |
| 2022               | Račice (República Checa) | Medalla de plata | Ocho con timonel |
| Campeonato Europeo |                          |                  |                  |
| Año                | Lugar                    | Medalla          | Prueba           |
| 2019               | Lucerna (Suiza)          | Medalla de oro   | Cuatro scull     |
| 2020               | Poznań (Polonia)         | Medalla de oro   | Cuatro scull     |
| 2021               | Varese (Italia)          | Medalla de plata | Cuatro scull     |
| 2022               | Múnich (Alemania)        | Medalla de plata | Ocho con timonel |